# Božić
Božić, liturgijski Rođenje Gospodinovo (lat. Natalis Domini, Dies Natalis Christi - Dan Rođenja Kristova) tj. Svetkovina Rođenja Gospodinova (festum Nativitatis Domini, također i festum natalicium Domini, festum Natalis Christi i sl.) je kršćanska svetkovina kojom se slavi rođenje Isusa Krista. Uglavnom se slavi 25. prosinca po gregorijanskom kalendaru, dok kod crkava koje se pridržavaju julijanskog kalendara, Božić se obilježava 7. siječnja, tj. 25. prosinca po starom kalendaru. Državni je praznik i neradni dan u mnogim državama diljem svijeta.
Božićem započinje Božićna osmina i Božićno razdoblje (Tempus nativitatis), koje liturgijski traje do blagdana Krštenja Gospodinova, a tradicijski i do same Svijećnice.
Do uvođenja Gregorijanskoga kalendara u 16. st., Božić se smatrao početkom nove godine („Mlado ljeto”).

## Etimologija
Hrvatska riječ Božić zapravo je umanjenica riječi Bog, a potom je preuzeta kao naziv blagdana te označava da se na taj dan rodio mali Bog − Isus.
U anglosaskim jezicima, etimologija seže do riječi geol od koje je izvedena današnja engleska riječ Yule. Engleska riječ Christmas skraćenica je sintagme Christ's mass (Kristova misa), a potječe od srednjoengleskog Christemasse i staroengleskog mæsse. Drugi etimolozi vjeruju da je to posuđenica od egipatske složenice Khristos-Mas (Kristovo rođenje).
U ostalim se jezicima naziv Božića veže uz riječi koje opisuju rođenje od latinske riječi (natalis) - u španjolskom (navidad), portugalskom (natal) i francuskom Noël. U njemačkome Weihnachten znači "blagoslovljena, sveta, štovana noć".
Utjecajem engleskog jezika proširila se i skraćenica X-mas. U starim grčkim inačicama Novog zavjeta, grčko slovo hi (χ) prvo je slovo imena Krist (Χριστός). Od sredine 16. stoljeća slično se latiničko slovo X koristilo za skraćenicu riječi Krist (Christus) iako je zapravo na latinskom jeziku prvo slovo riječi C.

## Datiranje
Većina kršćanskih crkvi slavi ga 25. prosinca. Međutim, neke istočne crkve slave ga 7. siječnja, jer po Julijanskom kalendaru 25. prosinca pada na taj dan. Božić je u mnogim državama svijeta tako i u Hrvatskoj, državni blagdan.
Božić se ubraja, zajedno s Uskrsom i Duhovima, među tri najveća kršćanska blagdana. Božićno vrijeme traje od Božića pa do blagdana Krštenja Gospodinova, a to je uvijek nedjelja iza blagdana Sveta tri kralja.
Budući da u Novom zavjetu nije navedeno kada se točno rodio Isus, prvi kršćani nisu slavili Božić, nego samo Uskrs. Božić se počeo slaviti u Rimu u 4. stoljeću (u izvorima dokazana godina 336.). Do danas nije jasno zašto se Božić slavi baš 25. prosinca. Prema nekim autorima, Božić se počeo slaviti toga datuma zato što se toga datuma u tada još uvijek većinski poganskom Rimu slavilo rođenje boga Sunca (Nativitas Solis Invicti - Rođenje nepobjedivoga Sunca) pa je Crkva željeći potisnuti taj poganski blagdan tada počela slaviti rođenje Isusa Krista koji je Božansko Sunce s visine.

## Povijest

### Poganske svečanosti
Zimske su se svetkovine slavile u mnogim kulturama, uglavnom zato što je bilo manje poljoprivrednog rada tijekom zime. Iz vjerskoga kuta, Uskrs je bio važniji u crkvenom kalendaru, a Božić je bio manje važan. Poganske svečanosti koje su se slavile u vremenu Božića bile su rimske Saturnalije, Keltski blagdan Jul (Yule) i rimski blagdan Natalis Solis Invicti koji se održavao 25. prosinca.

#### Saturnalije
Najpoznatije rimske zimske svetkovine bile su Saturnalije (Saturnalia), vrijeme opuštanja, gozbe, razveseljavanja i odmor od formalnih pravila. Običaj je bio da se daruju maleni darovi (Saturnalia i Sigillaricia), najčešće lutke za djecu i svijeće za odrasle. Posao se odgađao, a slavili su i robovi. Pilo se, kockalo i pjevalo, a česta je bila i javna golotinja. Katul govori da su to bili "najbolji dani". Saturnalije su slavile boga Saturna (pandan Kronu iz grčke mitologije) te su počinjale 17. prosinca, a duljina svetkovina s vremenom se povećala do 24. prosinca, a u carsko je vrijeme skraćena na pet dana.

#### Natalis Solis Invicti
25. prosinca Rimljani su slavili Dies natalis Solis Invicti ili "rođendan nepobjedivog Sunca". Naziv Sol Invictus dopuštao je slavljenje nekoliko božanstava povezanih sa Suncem. Car Aurelije proglasio je taj dan blagdanom diljem cijelog carstva.
Taj je dan smatran i danom zimskog solsticija koji su Rimljani nazivali bruma. To je bio dan kad je Sunce dokazalo da je nepobjedivo.

#### Jul
Poganski su Skandinavci održavali zimske julske svetkovine, krajem prosinca do početka siječnja. Palile su se julske cjepanice (panj, badnjak) u čast Thoru, bogu grmljavine, s vjerovanjem da će svaka iskra iz vatre predstavljati novorođenu svinju ili tele nadolazeće godine. Gozba bi trajala dok panj ne bi izgorio, uglavnom dvanaestak dana. Skandinavci još uvijek Božić nazivaju Julom, a u Engleskoj je riječ Yule sinonimna s Božićem. Poznat je i julski ovan ili pak koza, Julbock, koji je bio simbol tih svetkovina u Skandinaviji.
U Njemačkoj su postojali blagdani Mitwinternacht (noć u sredini zime) i Wintersonnenwende (zimski solsticij), a također i dvanaest divljih noći - Rauhnächte - u kojima se slavilo, jelo i pilo.
Danas se umjesto cjepanice ili panja često spravlja i istoimeni kolač, najčešće s čokoladnim premazom boje drveta.

### Srednji vijek
U ranom srednjem vijeku, Božić je bio zasjenjen blagdanom Sveta tri kralja, ali se poslije situacija promijenila. Četrdeset dana prije Božića nazivali su se "četrdeset dana svetog Martina", a počinjali su 11. studenoga. Danas to razdoblje traje četiri tjedna i naziva se Došašćem ili Adventom (lat. adventus = dolazak). Oko 12. stoljeća tradicije su se pomaknule na dvanaest božićnih dana (26. prosinca - 6. siječnja) o kojima i pjevaju brojne pjesme, česte u anglosaskom području. U Hrvatskoj se to razdoblje naziva dvanaestodnevnicom.
Širenjem svetkovanja Božića, počele su se organizirati i gozbe, a često se na božićni dan jeo vepar. Engleski kralj Richard II. bio je domaćin božićne gozbe 1377. godine na kojoj se pojelo 28 volova i 300 ovaca.[nedostaje izvor] Postojalo je i posebno božićno pivo.
Također je postalo popularno pjevanje božićnih pjesama. Izvorno je to činila skupina pjevača i plesača sastavljena od predvodnika i plesača koji su tvorili zbor. I danas je često pjevanje pjesama koje čine tzv. čestitari. 
Na Novu godinu su se razmjenjivali darovi u Engleskoj. Kršćani su od davnina dan Isusova rođenja smatrali i početkom nove godine, a to je vrijedilo u gotovo čitavoj Europi. Osim činjenice da se Nova godina često naziva Mladi Božić ili Mali Božić, o tome govore i stihovi poznate hrvatske božićne pjesme Narodi nam se:

Narodi nam se kralj nebeski

Od Marije, čiste Djevice

Na tom mladom letu veselimo se

Mladoga Kralja mi molimo

1691. godine Crkva je prihvatila 1. siječnja kao početak nove godine i sam blagdan Nove godine.

### Od reformacije do danas
Protestanti su osudili božićno slavlje. 1647. engleski su puritanci zabranili Božić u Engleskoj, a zabrana je nakon desetljeća ukinuta, ali su se svejedno mnogi protivili njegovu slavljenju. Istodobno se u kolonijaliziranoj Americi proširilo slavljenje Božića. U 19. stoljeću Britanci su oživljavali taj blagdan, a tome je pridonijela i objavljena knjiga Božićna priča Charlesa Dickensa. Isto se činilo i u Americi gdje su doseljeni Europljani širili kontinentske božićne tradicije, posebno njemačke.
Poslije se Božić proširio i na ostale dijelove svijeta. Za razliku od navedenih anglosaskih područja, u kontinentalnoj su Europi tradicije ostale gotovo netaknute te je slavljenje Božića postalo stoljetnom tradicijom.

## Isusovo rođenje
Prema Bibliji, Isusa, Božjeg Sina, rodila je Djevica Marija, uz pomoć svoga zaručnika Josipa u gradu Betlehemu. Car August zapovjedio je popisivanje stanovništva te su Josip i Marija krenuli na put. Zbog gužvi nisu mogli naći mjesto u svratištima te su naposljetku završili u staji, okruženi domaćim životinjama, gdje se Isus rodio.
Anđeli su pastirima dojavili vijest o Isusovu rođenju te su oni prvi vidjeli dijete. Poslije je zvijezda repatica dovela sveta tri kralja do Isusa.
Prizor u brojnim prikazima i umjetničkim djelima uključuje svetu obitelj, tri kralja (mudraca) - Baltazara, Melkiora i Gašpara, koji su Isusu donijeli darove - zlato, tamjan i smirnu. Često se prave i jaslice, koje uključuju figurice navedenih osoba, zajedno sa životinjama i stajom. Prve je jaslice napravio sveti Franjo Asiški, 1223. godine u prirodnoj veličini.
Prikaz rođenja Isusova po Lukinu Evanđelju (Lk 2, 1 - 7):

U one dane izađe naredba cara Augusta da se provede popis svega svijeta. Bijaše to prvi popis izvršen za Kvirinijeva upravljanja Sirijom. Svi su išli na popis, svaki u svoj grad. Tako i Josip, budući da je bio iz doma i loze Davidove, uziđe iz Galileje, iz grada Nazareta, u Judeju - u grad Davidov, koji se zove Betlehem - da se podvrgne popisu zajedno sa svojom zaručnicom Marijom koja bijaše trudna. I dok su bili ondje, navršilo joj se vrijeme da rodi. I porodi sina svoga, prvorođenca, povi ga i položi u jasle jer za njih nije bilo mjesta u svratištu.

## Božićne relikvije

### Isusova pelenica
Tkanina za koju se vjeruje da je u nju bio zamotan Isus pri rođenju i prikazanju u jeruzalemskomu hramu čuva se u dubrovačkoj katedrali. Tijekom Feste sv. Vlaha iznosi se u ophodu gradom zajedno s ostalim relikvijama. Pisani trag o dolasku pelenice u Dubrovnik potječe iz 1030., u kojemu se spominje kako je svećenik Ivan kolegi Srđu predao olovni kovčežić, u kojemu je pelenica i pismo s potvrdom vjerodostojnosti relikvije. Relikvije pelenice čuvale su benediktinke sve do 1380. Relikvija se spominje u zapisima o dubrovačkoj katedrali iz 1440., gdje u opisu Filipa de Diversisa stoji: „Ova presveta pelenica stoji u jednom kristalnom moćniku. Kada se baci u vatru, ona se užge, i kada se užgana odatle izvadi, postoje još bjelja, čišća i posve je netaknuta”. Djelić pelenice darovan je papi Piu IX. 1844. te se nalazi među moćima Lateranske bazilike.

### Sveta kolijevka
Sveta kolijevka (sacra culla), drveni dijelovi za koje se vjeruje da su bili dio jaslica u koje je Isus bio položen pri rođenju, čuva se u bazilici svete Marije Velike. Naziva se i Gospodinova postelja i relikvije svetih jaslica. Drži se da ju je donijela sveta Jelena križarica. Dugo godina postojao je običaj postavljanja relikvija u srednju lađu rimske bazilike, no zbog krhkosti se odustalo od takva načina štovanja. Znanstvenim istraživanjima utvrđeno je kako komad odgovara javoru, koji je u Isusovo vrijeme rastao u Svetoj zemlji. God. 2019. papa Franjo darovao je dio jaslica Latinskomu jeruzalemskomu patrijarhatu, i taj se relikvijar čuva u župnoj crkvi sv. Katarine u Betlehemu, pokraj Bazilike Rođenja.

### Darovi kraljeva
Dragocjeni darovi ili Darovi kraljeva (zlato, tamjan i smirna) za koje se vjeruje da su ih Sveta tri kralja darovali novorođenu Isusu čuvaju se u pravoslavnomu samostanu sv. Pavla na Atosu, u Grčkoj. Zlatni dar u obliku je 28 izrezbarenih pločica različitih oblika (5 × 7 cm) i drukčijih dizajna. Darovi tamjana i smirne očuvani su kao mješavina 62 kuglasta zrnca veličine masline. Izlagani su na štovanje vjernicima u Moskvi, Petrogradu, Minsku i Kijevu početkom 2010-ih.

## Liturgija

### Navještaj Božića
Navještaj rođenja Gospodina našega Isusa Krista (lat. Cantus Martyrologii in Vigilia Nativitatis Daomini) potječe iz Rimskoga martirologija, a tema mu je smještaj Kristova rođenja u kontekst ljudske povijesti, osobito hebrejske (od Adama do Mojsija i od Davida do proroka). Pjeva se na Badnjak tijekom molitve časoslova ili prije početka polnoćke te se ne smije zamijeniti niti jednim dijelom mise. Prvi su ga pjevali u liturgiju Božića uklopili benediktinci. U Martirologiju se nalaze dva uzorka napjeva: cantus ordinarius („običan” napjev) ili simplex (jednostavan) te cantus solemnior ad libitum, poznat kao melizmatički ili ukrasni. Jednostavan napjev (simplex) temelji se na tonusu za pjevanje starozavjetne poslanice tj. recitativu na dominanti, s elementima lidijskoga modusa u pojedinim kadencama.

## Pobožnosti

### Božićna devetnica
Od 16. do 24. prosinca mole se Božićne devetnice: Novena de Aguinaldos potječe iz Kolumbije (raširena i u Ekvadoru, Venezueli i među Latinoamerikancima), a Missas do parto s Madeire.

### Prenoćišta
Od 16. do 24. prosinca u zemljama Latinske Amerike i njihovu iseljeništvu održavaju se pučke svečanosti s ophodima, molitvom, pjesmama i svetim misama, u spomen na Josipovo i Marijino putovanje u Betlehem uoči Isusova rođenja.

## Božićni običaji

### Hrvatski božićni običaji

#### Došašće
Priprema za Božić počinjala je došašćem, u dosta krajeva početak priprave bio je blagdan Svete Katarine 25. studenoga. U to se vrijeme odlazilo na ranojutarnje mise zornice, postilo se i duhovno pripremalo za veliki blagdan. U novije se vrijeme proširio običaj izrade adventskog vijenca s četirima svijećama, a na svaku bi se adventsku nedjelju palila jedna svijeća.

#### Sveta Barbara
U nekim se hrvatskim krajevima na blagdan sv. Barbare stavlja pšenica u tanjuriće, koja proklija, zazeleni se, te postaje božićni ures u kućama i crkvama.

#### Sveta Lucija
Slavili su se i blagdani Svetog Nikole i Svete Lucije. Njihove su likove prikazivali mladići ili djevojke koji su obilazili domove darivajući djecu najčešće voćem - smokvama, bademima, jabukama, orasima, a često su znali i plašiti nestašnu djecu. Poslije su tu ulogu preuzeli sveti Nikola i njegov pomoćnik Krampus, pri čemu je Nikola donosio darove dobroj djeci, a Krampus bi plašio zločeste. Na Svetu Luciju sijala se božićna pšenica, a bila je simbol plodnosti, novog života i njegove obnove. Samim svojim izgledom davala je zelenilo i nadu usred zime i snijega, a služila je i kao blagoslov ljetine istodobno ukrašavajući domove. Isti običaj postoji u Italiji i Portugalu te nije toliko raširen. Pšenica se sadila na Svetu Luciju i rasla bi do Božića kad bi se uredila. Često bi se ukrasila hrvatskim bojama - crveno-bijelo-plavom trobojnicom, a katkad se unutar nje stavljala jabuka ili pak svijeća. Što je pšenica bila gušća i zelenija, to će biti bolja ljetina naredne godine. Poslije božićnih blagdana pšenicu se davalo pticama da se taj sveti dio Božića ne bi uništio.

#### Badnjak
Ime Badnjaka povezano je s riječju "bdjeti" (stsl. bad) budući da se na taj dan bdjelo čekajući Isusovo rođenje. Zbog samog običaja bdjenja i nekadašnje situacije bez električne struje i modernih sprava, bilo je nužno osvijetliti prostorije svijećama, koje su ujedno postale i simboli novog života i nade. Izrađivale su se posebne svijeće, tzv. voštanice, a često su se povezivale tri svijeće hrvatskom trobojnicom.
Na sam su se Badnjak ukućani rano ustajali, a žene su napravile božićni objed, pospremile dom i spravile nemrsnu hranu za večeru, budući da se na Badnjak posti. Uglavnom se jela riba, često bakalar, pekao kruh koji bi bio na stolu sve do blagdana Sveta tri kralja, a njegova je veličina simbolizirala obilje naredne godine. Muškarci su pak hranili stoku koja je također trebala biti spokojna zbog božićnih svetkovina, a također su pripremali drva za ogrjev i nabavljali hranu koju bi domaćice potom pripravljale. Nakon večere odlazilo bi se na tradicionalnu misu, tzv. polnoćku, na kojoj bi se dočekao Božić.

##### Badnjak i slama
Stari je običaj bio unijeti na dan prije Božića tri velika panja, koja simboliziraju Sveto Trojstvo i postaviti ih pored ognjišta. Iz njihove vatre palile su se svijeće, a često bi se u vatru u kojoj su ti panjevi gorjeli dodao dio gozbe i pića, a njihova bi vatra trebala donijeti mir i dobro ukućanima. Badnjakom se nazivao i samo jedan veliki panj ili pak velika zelena grana, koju se obično prislanjalo uza zid, bilo s vanjske, bilo s unutarnje strane doma. Kad bi otac obitelji unosio badnjak, čestitao bi ukućanima koji bi mu potom uzvraćali.
U kuću je obično otac obitelji unosio slamu koju bi se rasprostrlo po podu, simbolizirajući Isusovo rođenje u staji na slami. O tome govore i stihovi pjesme Radujte se narodi:

Vidi Božje otajstvo u podrtoj štalici

I tko trpi uboštvo na toj tvrdoj slamici.

Slama bi se postavila pod stolom pjevajući božićne pjesme. Često su žene izvlačile slamke, koja bi uhvatila dužu, imala bi veću i bolju preslicu. Od ostatka slame pravili su se vijenci i snopovi, koji su simbolizirali plodnost i dobar urod ili bi se slama postavila na stol prekrivena, najčešće bijelim, stolnjakom. Na slami se sjedilo i pričalo sve do odlaska na misu polnoćku, a često se po noći na njoj i spavalo, simbolizirajući samog Isusa.

##### Božićno drvce
Premda je kićenje božićnog drvca star običaj, u hrvatskim krajevima on nije bio raširen sve do sredine 19. stoljeća, uglavnom utjecajem njemačke tradicije te prostorno-političkih dodira. Bez obzira na to što kićenje drvca nije bilo rašireno, domovi su se prije svejedno na Badnjak kitili cvijećem i plodovima, a posebno zelenilom, a to su najčešće činila djeca. Isprva su se kitila bjelogorična stabla, a poslije zimzelena, i to voćem, najčešće jabukama, ali i šljivama, kruškama te raznim slasticama i ukrasima izrađenim od papira, najčešće lanci te razne niti. Čest su i lijep ukras bili pozlaćeni orasi i lješnjaci kojima se kitilo drvce, a najčešće su se postavljale svijeće, simboli nade i božanstva. Poslije su se postavljali i komadići vate, voska ili papira koji su simbolizirali snijeg na drvcu i tako su ga ukrašavali. Imućniji su imali posebne figurice i ukrase.
Ispod drvca redovno su se stavljale jaslice, izrađene najčešće od drva. Isprva su bile samo u crkvama i kod imućnijih ljudi, a često je postojalo "nadmetanje" tko će napraviti ljepše jaslice. Najstarije se hrvatske jaslice nalaze na otočiću Košljunu te potječu iz 17. stoljeća. Jaslice su često nosili pjevajući koledari.

#### Božić
Na Božić se često odlazilo na tri mise, za početak na polnoćku na sam Božić, zatim na ranojutarnju misu zornicu, tzv. malu misu gdje se obično pričešćivalo, a na poldanicu ili velu misu odlazilo se po danu. Na mise su djevojke često odlazile u različitim svečanim haljinama.
Žene su dan prije pripremile bogati božićni jelovnik, a ručak je bio svečan i bogat te je za stolom okupljao cijelu obitelj. Jelo se voće, povrće, meso, razne pečenke, kruh, hladetinu, peciva i brojna druga jela.
Poslije ručka odlazilo se čestitati rodbini i prijateljima, a potom ostalim mještanima. Koledanje ili čestitarenje činilo se pjevajući tradicionalne božićne pjesme, a čestitare bi se često darivalo. 
Mladići su djevojkama često kao tradicionalni božićni dar darivali tzv. božićnicu, ukrašenu jabuku. Prvi posjetitelj koji bi posjetio kuću na Božić, tzv. polaznik ili položar, trebao bi biti zdrav, krepak, veseo što bi domu donijelo srećo, a često su se unaprijed domovi dogovarali o "slučajom" posjetitelju da se ne bi izazvalo nesreću. Ako bi pak na Božić padala kiša, vjerovalo se da će uroditi sve što se okopa motikom.

#### Poslije Božića
Naredni su blagdani također imali svoje običaje. 26. prosinca, na blagdan Svetog Stjepana, čestitao se imendan istoimenim osobama (Stjepan, Stjepko, Stipe, Stipo, Stjep, Stijep, Štef, Štefica, Stjepka, Stipica itd.) pjevajući božićne pjesme. Na Svetog Ivana, narednog dana, blagoslivljalo se vino, a slama se iznosila iz doma i postavljala na voćke da bi bolje rodile naredne godine. Na dan Nevine dječice narednog se dana često vršilo tzv. šibanje, kad bi se ljudi lagano udarali vrhovima šiba, obilježavajući bol ubijene dječice. Na misama su se blagoslivljala djeca. Na Novu godinu međusobno bi se čestitalo, ali bi ugođaj bio manje intiman za razliku od božićnog.
Svršetak dvanaestodnevnice, dvanaest božićnih dana, blagdan je Sveta tri kralja ili Bogojavljenja. Na taj se dan spominjemo triju mudraca koji su darivali Isusa, odlazi se na misu, skidaju se ukrasi te završava blagdansko razdoblje. Blagoslivljaju se kuće za narednu godinu, a blagoslovljenom su se vodom blagoslivljali i vrtovi te buduće ljetine. Često su božićne pjesme pjevali tzv. zvjezdari odjeveni u tri kralja noseći zvijezdu.

### Međunarodni božićni običaji
Danas Božić slave i mnogi nekršćani kao tradicijski obiteljski blagdan kada se daju i primaju prigodni darovi. Uz slavlje Božića razvili su se brojni običaji poput kićenja božićnog drvca na Badnjak, odlaska na misu polnoćku, pjevanje božićnih pjesama i darivanje (Las Posadas, Božićna čokolada).
U brojnim se zemljama božićni blagdani slave na različite načine i uz božićno se vrijeme vežu različiti običaji.
- U Japanu se slavi Božić po uzoru na zapadne zemlje. Važniji blagdan od Božića jest Nova godina, a razlog za božićno slavlje jest službeni nacionalni praznik zbog rođendana trenutačnog cara Akihita 23. prosinca.
- Na Tajvanu Božić je neslužbeno bio slavljen budući da je toga dana, 25. prosinca 1947. potpisan Ustav Republike Kine koji se svake godine slavio kao nacionalni praznik. Od 2001. ukinut je taj praznik, ali se Božić ipak ponegdje neslužbeno slavi.
- U Venezueli se na Sveta tri kralja djeca bude i vide da nedostaje slama koju su ostavili pored kreveta noć prije, a na njezinu su mjestu darovi. Djeca vjeruju da su te darove ostavili mudraci i njihove deve. Ako imaju crnu mrlju na obrazu, to znači da ih je etiopski kralj Baltazar, jedan od mudraca, poljubio dok su spavali.
- U zemljama južne polutke Božić se slavi usred ljeta zbog vremenske razlike između polutki.
- U Finskoj se Djed Božićnjak naziva Joulupukki što prevedeno s finskog znači "božićna koza". Ime mu vjerojatno dolazi od stare tradicije kad su se ljudi odijevali u kozju kožu (nuuttipukkis) te kružili kućama jedući ostatke od božićnih jela.

## Ukrasi

### Božićno drvce

#### Povijest
Božićno drvce često se smatra kršćaniziranom poganskom tradicijom ukrašavanja i štovanja zimzelenog drveća za vrijeme zimskog solsticija. Ukrašavanje božićnog drvca kao i danas počelo je najvjerojatnije u Njemačkoj u 18. stoljeću, a potom se proširilo po svijetu. Brojni se gradovi i zemlje zalažu za prvenstvo u kićenju božićnog drvca, ali prava domovina ovog običaja nije poznata.
Postoji legenda koja govori da je u 7. stoljeću engleski propovjednik u Njemačku došao propovijedati i naviještati Evanđelje. Kako bi na najbolji način protumačio jedinstvo Svetoga Trojstva. koristio je sortu sjeverne bijele jele trokutastog oblika koja je simbolizirala Trojstvo. Obraćeni su pogani štovali to stablo, a dotad su vjerovali da je to jedna vrsta hrasta. U 12. stoljeću stabla su se vješala na strop gdje su visila naopačke simbolizirajući kršćanstvo. Druga legenda govori da je sam Martin Luther ukrasio božićno drvce početkom 16. stoljeća svjećicama.

#### Ukrašavanja i vrste
Božićna se drvca ukrašavaju svijećama, ukrasima, kuglicama i slasticama. Popularne su i tzv. lampice, malene raznobojne svjetiljke upravljane električnom strujom. Na vrhu božićnog drvca, najčešće jele, a katkad i bora ili smreke, postavlja se zvijezda repatica ili anđeo. Isprva su se drvca kitila prirodnim ukrasima - najčešće voćem i ručno izrađenim ukrasima. Poslije su se drvca kitila raznim ukrasima poput skupocjenih srebrnih niti, znakova prestiža, koje su poslije zamijenjene jeftinijim metalnim. Najpopularnije su kuglice koje dolaze u svim bojama i s raznim ukrasima.
Zbog ekoloških razloga, česti su apeli za umjetnim drvcima da bi se smanjila sječa stoljetnih stabala. Umjetna se drvca gotovo i ne razlikuju od pravih zbog modernih tehnologija izrade, a za razliku od prirodnih, mogu se svake godine iznova koristiti. Često dolaze i unaprijed ukrašena.
Osim umjetnih drvca koja teže biti jednaka prirodnima, postoje i brojna dizajnerska drvca različitih boja, a također i drvca koja rade na električnu struju kojima iglice mijenjaju boju okretanjem samog drvca. Ovaj je ukras (bio) vrlo popularan, ali nepažnjom se može uzrokovati požar, stoga se sve više ljudi zalaže za jednostavna božićna drvca ili pak samo grane koje ukrašavaju kuću i njezinu vanjsku stranu.

### Božićni ukrasi
Osim tradicijskoga božićnoga drvca, božićni su simboli i razne biljke poput božićne zvijezde, imele i božikovine. Čest je običaj poljupca ispod imele. Izrađuju se i božićni vijenci s ukrasima, napravljeni od zimzelena bilja, s ukrasima od božikovine, vrpcama, kuglicama ili češerima.
U brojnim se zemljama i dvorišta te pročelja kuća ukrašavaju raznim svjetlima i figurama, a često i natpisima s dobrim željama, posebno na trgovima i javnim mjestima.
Vrlo je maštovito i ukrašavanje božićnih darova koji se umataju u razne ukrasne papire, a potom ukrase raznobojnim ukrasnim vrpcama (ger. mašna). Darovi se ostavljaju ispod božićnoga drvca, često s natpisom njegova primaoca. Uz darove, česte su i božićne čestitke.
Ispod drvca, osim darova, stavljaju se i jaslice, a često i božićna pšenica, posađena na blagdan Svete Lucije te razne figurice i ukrasi.
Prve jaslice napravio je sveti Franjo Asiški godine 1223. u prirodnoj veličini. Uglavnom uključuju staju, često s anđelom na krovu ili pričvršćenom zvijezdom repaticom, katkad i mahovinu, a od figura postavljeni su: Marija, Josip i mali Isus, često pastiri i sveta tri kralja, a redovno i domaće životinje - krave, koze, magarci, ovce itd. Isus je položen u jasle, staja je ispunjena slamom, a obično se rade od drva. Osim kao dio jaslica, mahovina je čest zaseban ukras ispod drvca, zajedno sa pšenicom.

## Božićni simboli
Različita simbolika životinja, biljaka i predmeta:
- češljugar – premda mu je simbolika ponajprije vezana za Isusovu muku i smrt zbog traženja hrane u trnju, pojavljuje se i na prikazima Djeteta Isusa, koji ga drži u ruci, kao simbol duše usmjerene k nebu; simbol je izdržljivosti i upornosti;
- deva – znak kraljevske časti i dostojanstva te simbol umjerenosti, česta u prikazu Sveta tri kralja;
- jabuka – crvena jabuka božićnica čest je božićni dar u kontinentskoj Hrvatskoj jer dozrijeva krajem listopada, zbog jarke rumene boje i kršćanske simbolike prema kojoj jabuka od simbola grijeha u Evinim rukama (lat. malum označuje i jabuku i zlo) u rukama »nove Eve«, Blažene Djevice Marije postaje simbol vječnoga spasa;
- jela – kao vazdazeleno drvo simbolizira vječni život; neokićena jela simbol je duhovnosti, strpljivosti i kreposnosti;
- lastavica – dok se nije znalo kako je lastavica selica, vjerovalo se kako prezimljuje ukopavajući se u blato dok ne prođe studen; njezin povratak u proljeće doživljavao se kao novo rođenje pa ju renesansni umjetnici povezuju s Navještenjem, Isusovim rođenjem i Uskrsom;
- leopard – kao simbol grijeha, oslikavao se u prizorima povorke Trojice mudraca, kao podsjetnik na istinu o Kristovu rođenju radi pobjede nad grijehom i smrti;
- magarac – simbol skromnosti, poniznosti i jednostavnosti u tugama (Bijeg u Egipat) i radostima (Isusov ulazak u Jeruzalem) života;
- pšenica – postoji legenda kako je Sveta obitelj, bježeći u Egipat pred Herodovim vojnicima, naišli su na seljaka koji sije pšenicu te ga zamolili neka progoniteljima rekne istinu: da su tu prošli za vrijeme sijanja; iako su vojnici bili nedaleko, žito je čudesno naraslo i dozrelo te su vojnici odustali od progona;
- roda – kao »vjesnik proljeća« među pticama, povezuje se s ulogom anđela Gabrijela u Navještenju Kristova dolaska Djevici Mariji;
- smirna – simbol Kristove ljudskosti kao dar mudraca, hrana pomiješana s pićem prigodom raspeća te pomast kojom su Josip Arimatejac i Nikodem pomazali Isusovo tijelo prije polaganja u grob;
- sokol – često se prikazivao u rukama slugu Trojice mudraca; divlji sokol simbol je grijeha, a pitomi obraćenika;
- tamjan – izrazita mirisa, simbolizira težnju za nebeskim i kraljevsko dostojanstvo;
- vol – simbolizira snagu, požrtvovnost i strpljivost u radu;

## Božićno darivanje
Uz Božić se veže i običaj međusobnoga darivanja. Često su darovi pripisani liku zvanom Djed Božićnjak ili Djed Mraz, znan i kao Father Christmas (anglosasko područje), Weihnachtsmann (njemačko područje) ili pak sveti Nikola. U dosta se zemalja sveti Nikola i Djed Božićnjak/Mraz doživljavaju kao dvije različite osobe.
Djed Božićnjak/Mraz zapravo je inačica nizozemske priče utemeljene na povijesnom liku svetog Nikole (Sinterklaas) koji je darivao 6. prosinca. U 19. stoljeću u SAD-u povezan je s Božićem te je s vremenom preimenovan u Djeda Božićnjaka - Santa Claus ili Saint Nick. Njemačko-američki crtač, Thomas Nast, nacrtao je lik modernog Djeda Božićnjaka 1863. koji je osamdesetih godina 19. stoljeća postao sve sličniji današnjem obličju, a dvadesetih godina 20. stoljeća korišten je u oglašivanju. Uzor izgledu bio je ruski Djed Mraz (rus. Дед Мороз) crvenog kaputa, krznenih čizama i duge bijele brade, a također i biskupski izgled sv. Nikole.
Father Christmas, u prijevodu Božićni Otac, bio je Božićnjakov predak, prvi put zabilježen u 15. stoljeću. Bio je povezivan s razveseljavanjem i pijanstvom. U viktorijanskoj Britaniji njegov je lik poprimio Božićnjakovo obličje.
U Italiji darove donose Babbo Natale koji je istovjetan Djedu Božićnjaku, a također i La Befana koja dolazi na Sveta tri kralja te daruje djecu. Priča govori da je La Befana trebala donijeti malome Isusu darove, ali se putem izgubila te sad donosi darove svoj djeci.
Postoje razne inačice priče o Djedu Božićnjaku. Priča donosi da živi na sjevernom polu zajedno sa svojom ženom, gospođom Božićnjak. Ondje postoje radionice u kojima vilenjaci izrađuju igračke, a potom ih na Badnju večer Djed ukrca u svoje saonice koje vuku sobovi (na čijem je čelu sob Rudolf koji svojim nosom osvjetljava put) te tako podijeli darove djeci svijeta, ulazeći u kuće kroz dimnjak. Često djeca ostavljaju mlijeko i kekse da bi ih Djed pojeo.
U latinskoj Americi pomiruje se religijska strana s globalizacijskom te priča donosi da Djed Božićnjak izrađuje igračke koje daje malome Isusu koji ih potom dijeli djeci.
U hrvatskoj je tradiciji bilo da darove djeci donosi mali Isus, u sjevernijim je krajevima zvan i kao Isusek ili u pojedinim krajevima kontinentalne Hrvatske (u gotovo cijeloj Slavoniji, Baranji i Srijemu) zvan i njemačkom riječju Kristkindl (Christkindl). S vremenom, utjecajem globalizacije, darove je počeo donositi i Djed Mraz, odnosno Djed Božićnjak, ali se u dosta krajeva čuva izvorna tradicija maloga Isusa kao darivatelja.
Božićnica je oblik novčanog dara koji se isplaćuje radnicima uoči Božića, često neoporeziv, kao dodatak na plaću.

## U umjetnosti
Isusovo rođenje, a i tradicionalni božićni simboli, prikazivani su na brojnim slikama i umjetničkim djelima, izrađivani su kipovi, oslikavane su površine, ali posebno mjesto u umjetnosti zauzima upravo glazbena strana. Božićne su pjesme neizostavni dio božićnog slavlja.

### Glazba
Jedna od najpoznatijih božićnih pjesama jest Tiha noć, u originalu Stille Nacht, koju je uglazbio Franz Gruber, a stihove je napisao svećenik Josef Mohr. Također je poznata pjesma jesu Zvončići (Jingle Bells), koje je 1857. napisao James Pierpont. Još jedna često izvođena pjesma diljem svijeta jest Mi želimo sretan Božić (We Wish You a Merry Christmas), stara engleska pjesma iz 16. stoljeća.
Hrvatska glazbena tradicija obiluje božićnim pjesmama i napjevima. Zapravo ih je teško i pobrojati jer se smatra da je upravo hrvatska narodna glazbena riznica u svijetu najbogatija božićnim popijevkama.
Neke od poznatih hrvatskih narodnih božićnih pjesma: 
- Danas se čuje
- Djetešce nam se rodilo
- Dvorani neba
- Hajdmo, braćo sada
- Kyrie eleison
- Narodi nam se
- O Betleme
- O pastiri, čudo novo
- Radujte se narodi
- Spavaj mali Božiću
- Svim na zemlji
- Tri kralja jahahu
- U to vrijeme godišta
- Veselje ti navješćujem

### Književnost
U književnosti je Božić čest motiv u djelima, ali se ipak uz njega često vežu djela poput Dickensova djela Božićna priča (engl. A Christmas Carol) te tradicionalne Andersenove bajke Djevojčica sa šibicama (dan. Den Lille Pige Med Svovlstikkerne) i Borić.

## Protivljenja
Indijskoga svećenika Georgea Mangalapillya i trideset i dvojicu sjemeništaraca napala je skupina hinduista 14. prosinca 2017. dok su pjevali božićne pjesme u selu Bhumkaharu, u državi Madhya Pradesh, u sklopu božićnoga programa koji su organizirali u mjestu. Bili su zadržani i u pritvoru, no u rujnu 2022. oslobođeni su optužbi.

## Poveznice
- Badnjak
- Kolenda

## Vanjske poveznice
| Portal:Kršćanstvo | Portal: Kršćanstvo |

Sestrinski projekti
|  | Zajednički poslužitelj ima još gradiva o temi Božić |
|  | Wikicitati imaju zbirke citata o temi Božić         |

Mrežna mjesta
- Hrvatski Božić  Arhivirana inačica izvorne stranice od 24. prosinca 2006. (Wayback Machine)
- Božić u Hrvata  Arhivirana inačica izvorne stranice od 6. prosinca 2013. (Wayback Machine)
- Božićne pjesme  Arhivirana inačica izvorne stranice od 16. veljače 2007. (Wayback Machine)
- Hrvatske božićne pjesme  Arhivirana inačica izvorne stranice od 9. svibnja 2006. (Wayback Machine)
- Božićne čestitke na različitim jezicima
- Božićne propovijedi i meditacije, www.vjeraidjela.com
- Zbirka božićnih napjeva  Arhivirana inačica izvorne stranice od 24. prosinca 2021. (Wayback Machine), Hrvatsko društvo crkvenih glazbenika
- Božićne poštanske marke  Arhivirana inačica izvorne stranice od 24. prosinca 2021. (Wayback Machine) Hrvatski vojnik